# Grube Friederike (Bündheim)
Die Eisenerzgrube Friederike, kurz Grube Friederike ist ein ehemaliges Eisenerzbergwerk im Ortsteil Bündheim in der niedersächsischen Stadt Bad Harzburg.

## Lage und Geologie
Das Abbaugebiet befand sich am unmittelbaren Nordharzrand westlich der Bad Harzburger Innenstadt. Geologisch war das Abbaugebiet durch marin-sedimentäre oolithische Eisenerze geprägt, daneben fanden sich weitere Mineralien wie Goethit und Limonit.

## Geschichte

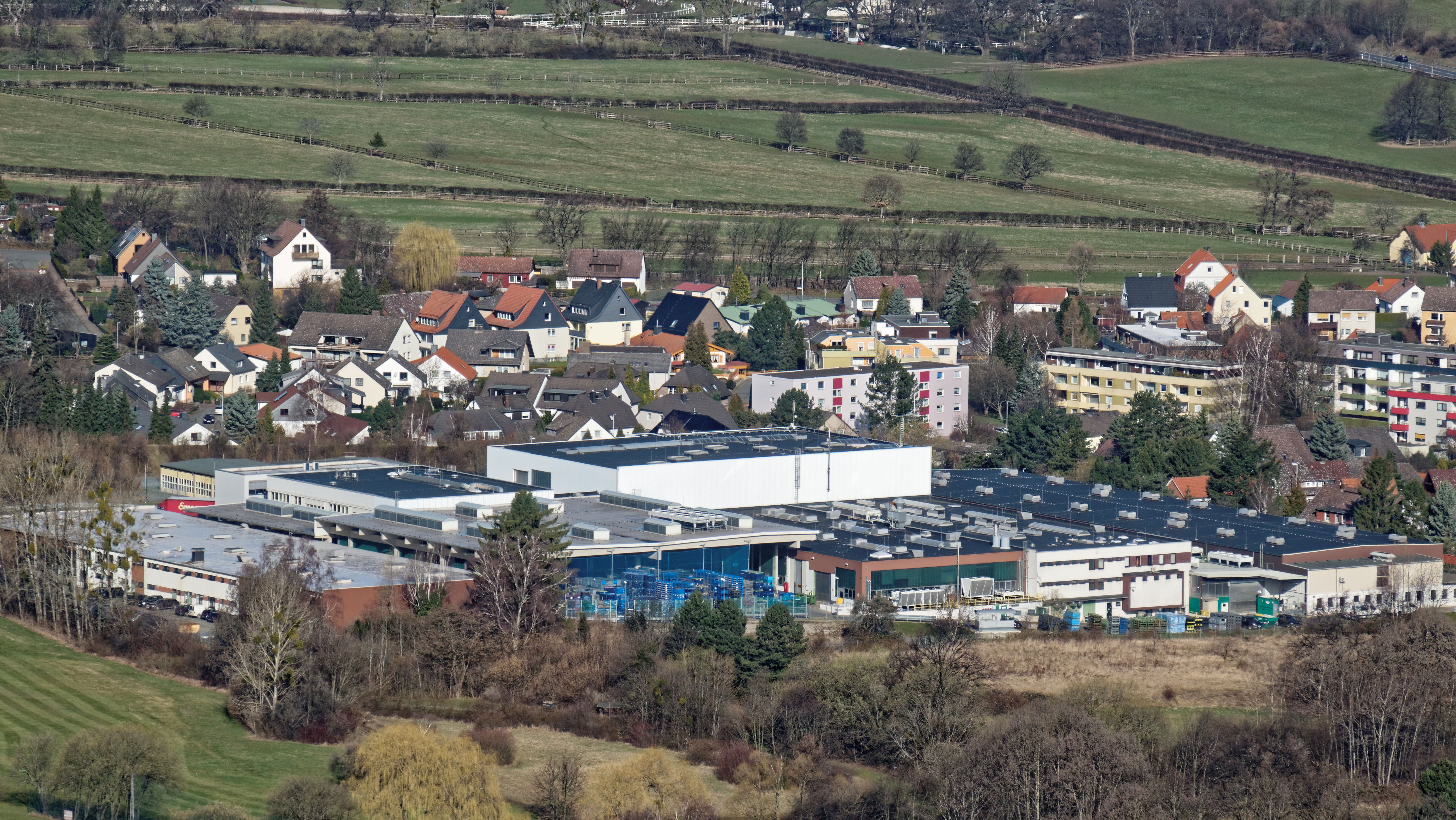
Heutige Nutzung: Niederlassung von Mann+Hummel auf dem ehemaligen Grubengelände

Nachdem durch den Bergingenieur Wilhelm Castendyck im Harzburger Raum Ende der 1850er-Jahre rentable Erzvorkommen ausfindig gemacht werden konnten, kam es kurz darauf zur Gründung der Grube Friederike. Die Förderung fand zunächst im Tagebau statt und wurde später auf den Tiefbau ausgeweitet. Das Bergwerk wurde 1963 stillgelegt.

### Heutige Nutzung
Nach der Auflassung wurden die alten Halden eingeebnet und die Grubengebäude abgerissen. Auf dem Gelände wurde ein Wildgehege eingerichtet und das Unternehmen Mann+Hummel siedelte sich am Nordrand an. Ein Hunt wurde aufgestellt, der an die Grube Friederike erinnert.